# Villaggi con chiese fortificate in Transilvania
I villaggi della Transilvania erano spesso costruiti attorno ad una chiesa fortificata. Attualmente un gruppo di sei villaggi risalenti ai sassoni di Transilvania ed uno dei siculi di Transilvania sono considerati tra i Patrimoni dell'umanità dell'UNESCO.

## La lista
| Nome         | Distretto | Nome tedesco | Nome ungherese    | Nome UNESCO  |
| ------------ | --------- | ------------ | ----------------- | ------------ |
| Biertan      | Sibiu     | Birthälm     | Berethalom        | Biertan      |
| Câlnic       | Alba      | Kelling      | Kálnok            | Câlnic       |
| Dârjiu       | Harghita  | Ders         | Székelyderzs      | Dârjiu       |
| Prejmer      | Brașov    | Tartlau      | Prázsmár          | Prejmer      |
| Saschiz      | Mureș     | Keizd        | Szászkézd         | Saschiz      |
| Valea Viilor | Sibiu     | Wurmloch     | Nagybaromlak      | Valea Viilor |
| Viscri       | Brașov    | Weißkirch    | Szászfehéregyháza | Viscri       |

## Storia
I villaggi sassoni della Transilvania sono sorti a partire dal tredicesimo secolo quando il re d'Ungheria insediò i coloni tedeschi nella regione. Essi costituirono uno speciale stato nella regione e la loro società riuscì a sopravvivere ed a svilupparsi formando una forte comunità di contadini, artigiani e mercanti. Essendo situata in una zona costantemente sotto la minaccia delle invasioni ottomane e tatare, costruirono fortificazioni di diverse dimensioni. Le più importanti città erano completamente fortificate, e le piccole comunità fortificarono il centro del paese attorno alla chiesa, alla quale vennero aggiunte torri difensive e magazzini per beni alimentari. Inoltre queste strutture fornivano protezione contro i lunghi assedi.

## Descrizione

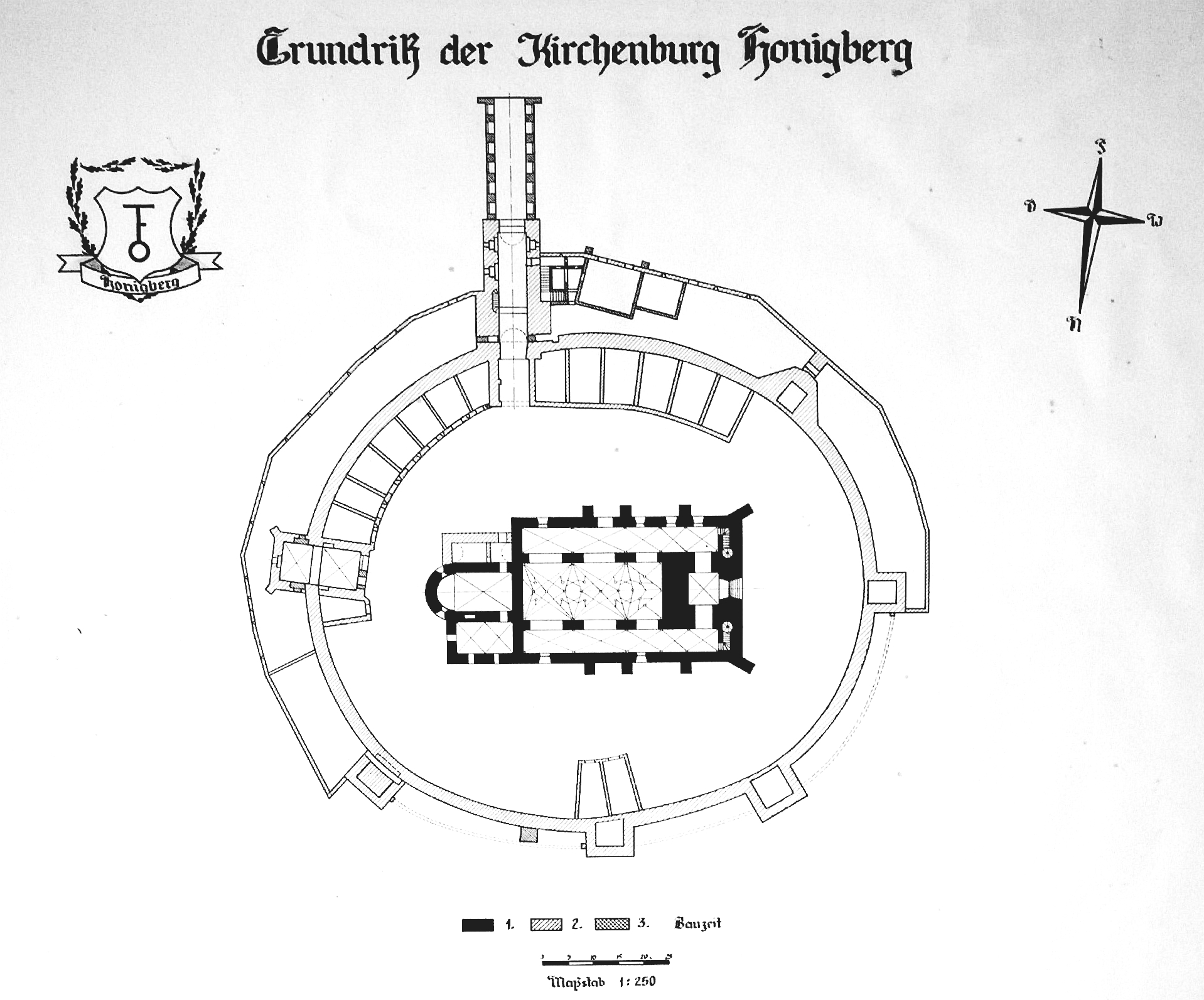
Hǎrman

La topografia della Transilvania meridionale è rappresentata da una pianura, tagliata da larghe vallate percorse da fiumi che confluiscono in uno solo, chiamati Olt, Mureș, Târnava Mare e Târnava Mică. I villaggi seguono strettamente la topografia e tentano di adeguarvisi; quelli contenuti in una valle si sviluppano lungo una strada centrale e, eventualmente, lungo quelle secondarie. I villaggi delle pianure invece hanno una pianta più radiale. Per ragioni di sicurezza e per tradizione dei cittadini sassoni, i villaggi hanno una struttura compatta.
L'elemento principale è la chiesa, sempre messa al centro del paese. Vi si possono trovare diversi tipi di fortificazione: un piccolo recinto attorno alla chiesa, una fila di fortificazioni attorno alla chiesa o una vera e propria fortezza con numerose mura. Le chiese sono state adattate per avere anche funzioni difensive; sono esclusivamente basiliche in stile romanico o chiese a navata singola del tardo periodo gotico. Spesso le chiese comprendono altre piccole strutture che vanno dal periodo originale del basso medioevo fino al sedicesimo secolo. Molte chiese includono anche elementi barocchi, uno stile molto popolare in quel periodo.
In molti casi la chiesa è messa in una posizione facilmente difendibile, solitamente su una collina. Gli elementi difensivi comuni alle altre città sono stati in questo caso adattati, e sono una testimonianza della tecnica edilizia usata negli anni della comunità sassone. Alcune fortificazioni hanno torri d'osservazione, a volte campanili modificati ad hoc. I materiali usati sono quelli tradizionali, pietra e mattoni rossi, con tetti in argilla rossa.
Vicino alle chiese si trovano le piazze principali del villaggio, le Tanzplaz (piazza di danza), attorno alla quale gravitava la vita mondana. I soli edifici a ridosso delle fortificazioni erano quelli di uso comunale: scuola o municipio. Il municipio, assieme alle case dei cittadini più in vista, era situato nella piazza. In molti paesi il granaio era al centro del villaggio, e questo ne dimostra l'importanza agli occhi della comunità.

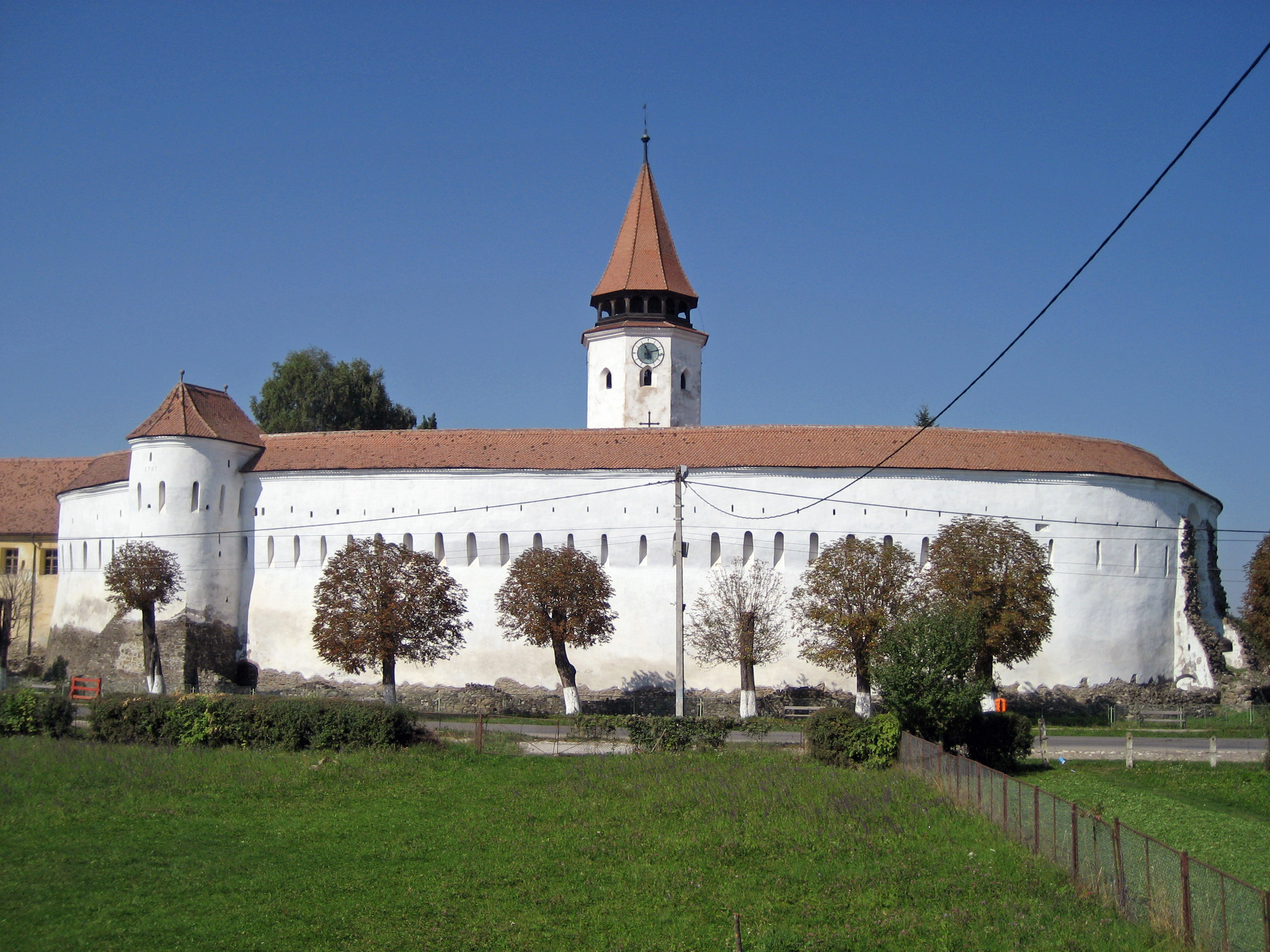
Prejmer
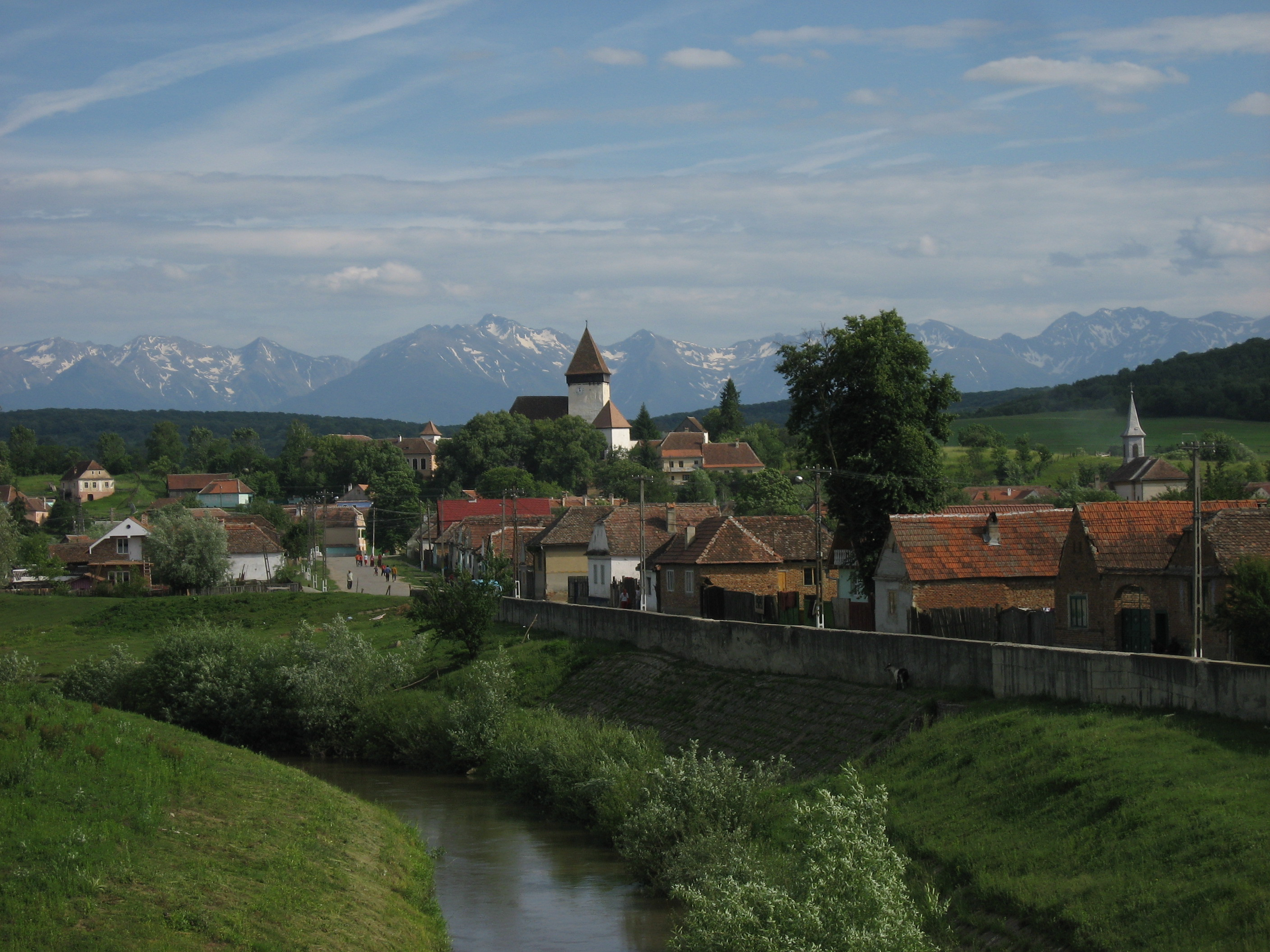
Hosman
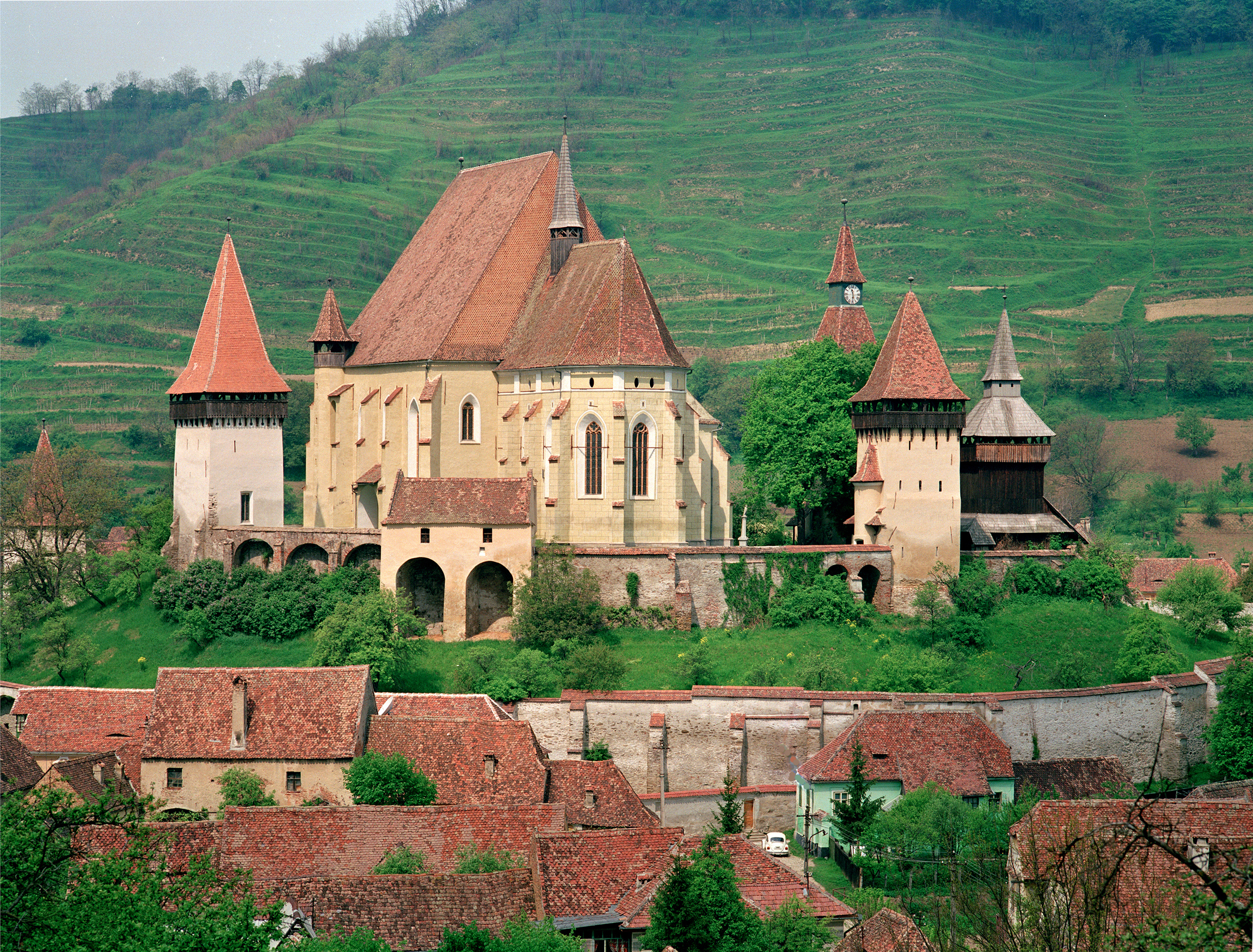
Biertan
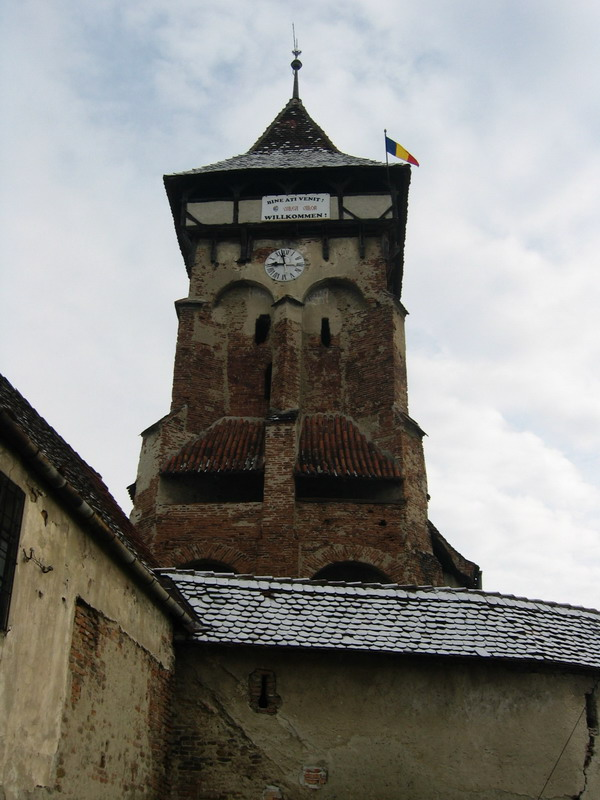
Valea Viilor
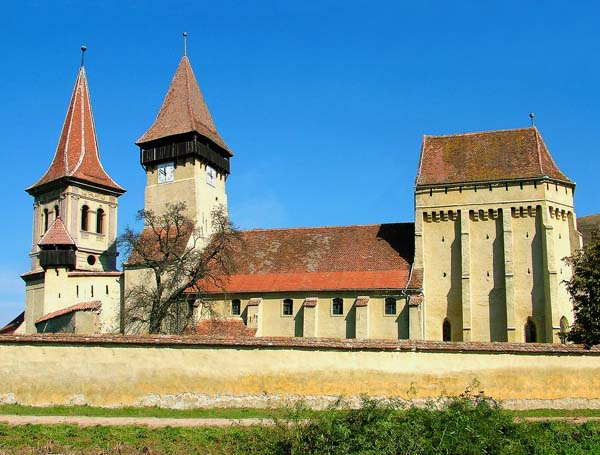
Șeica Mică
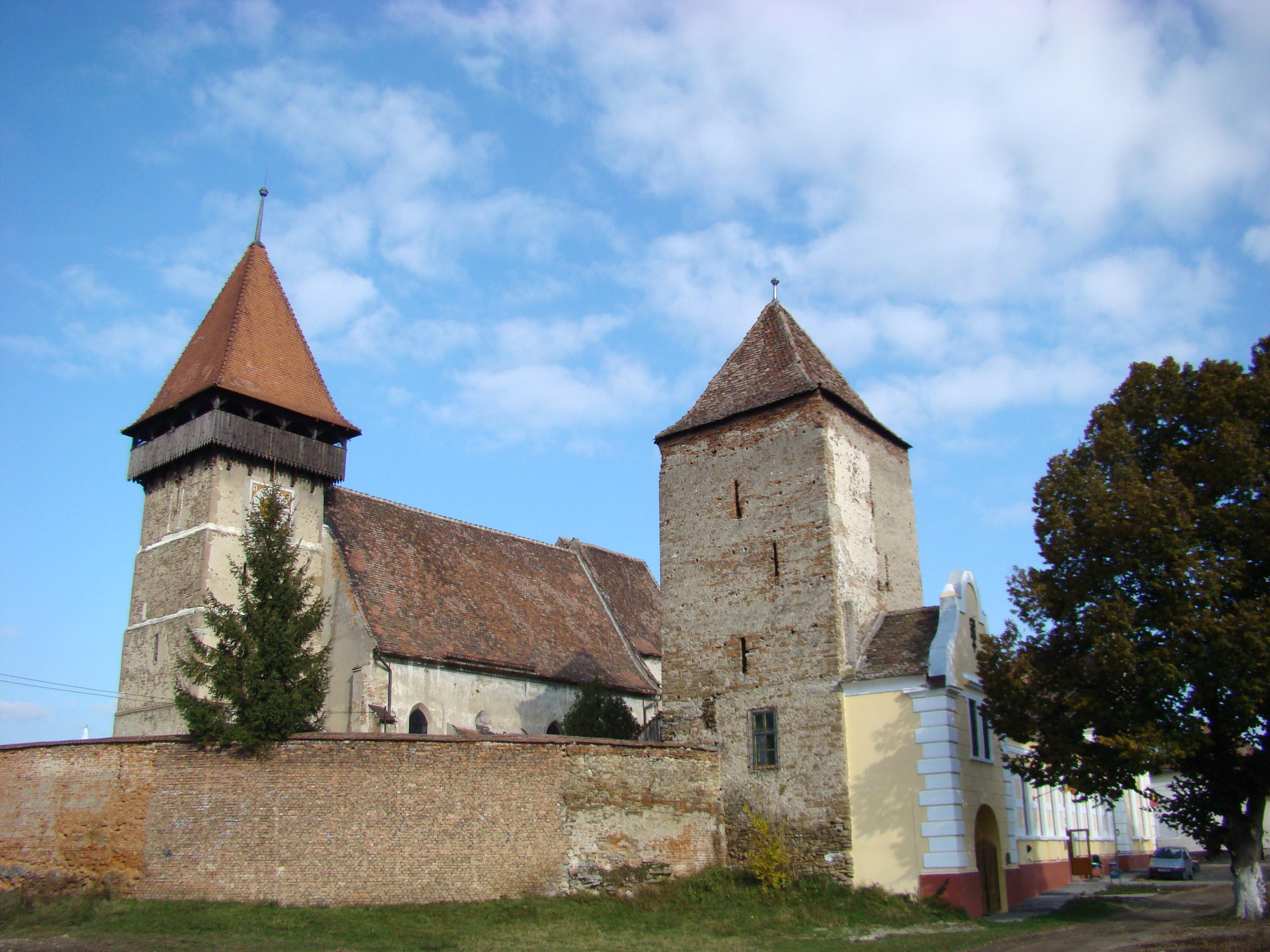
Brateiu
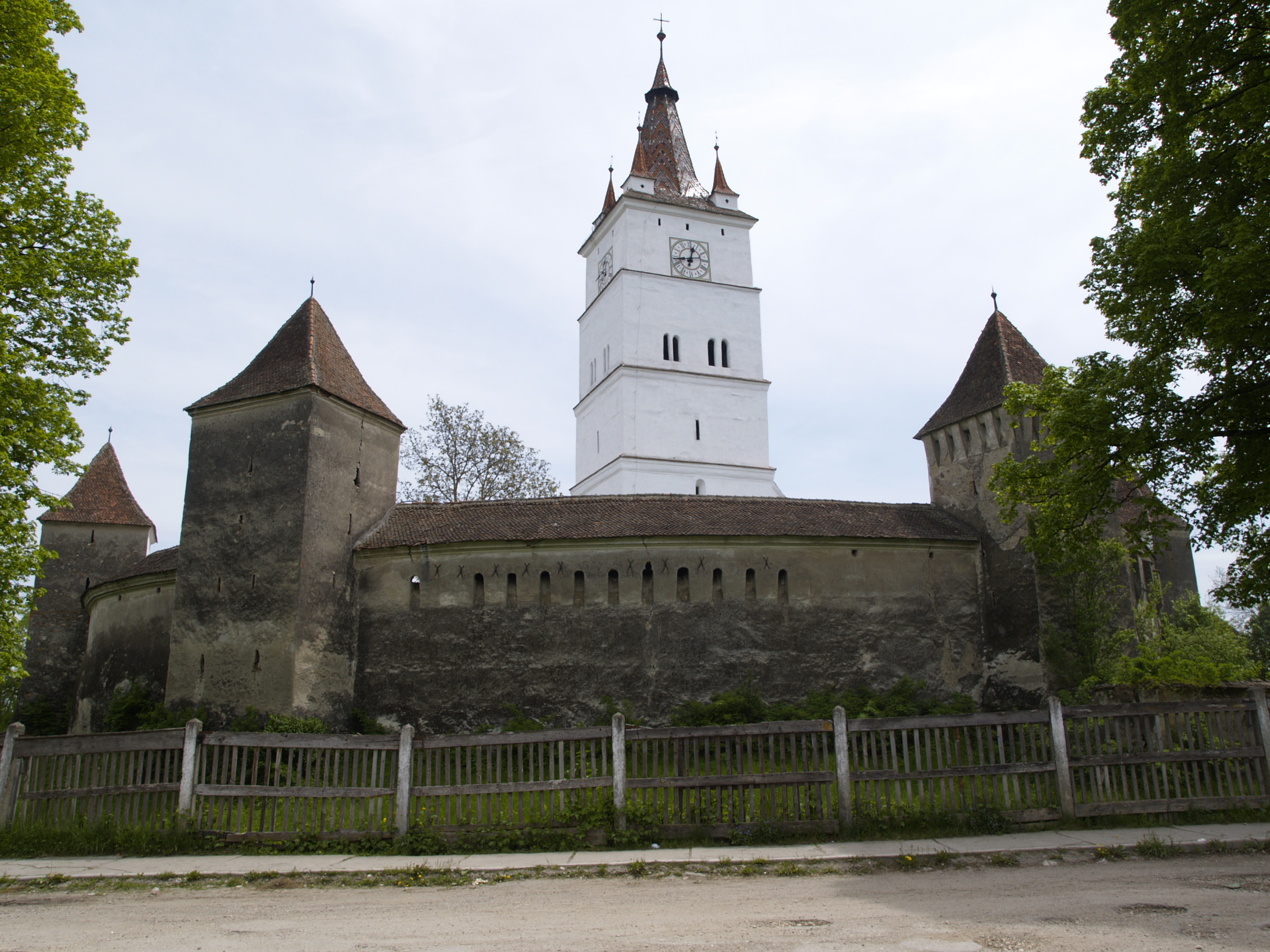
Hărman
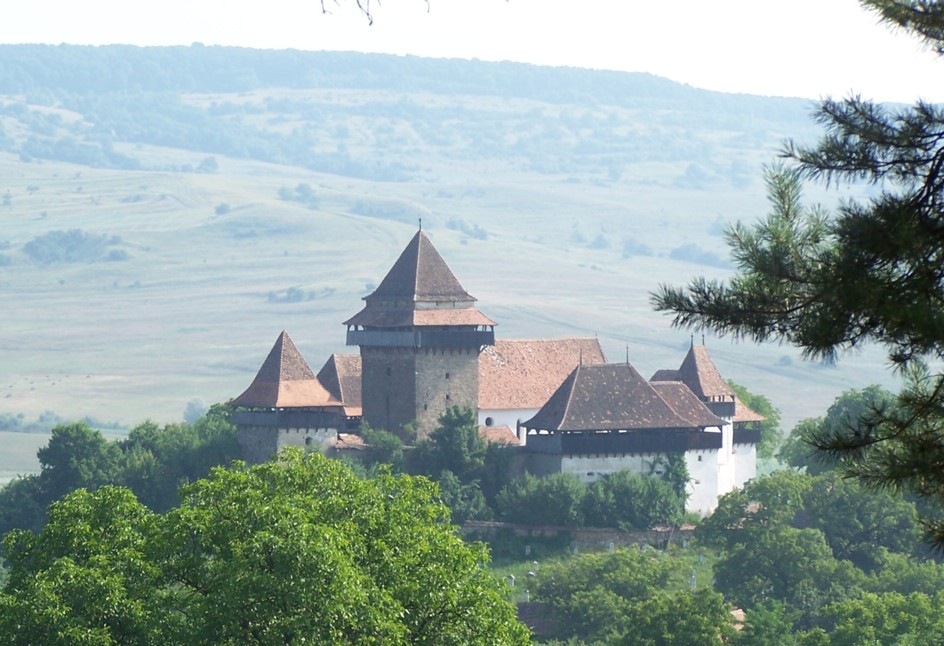
Viscri